# سد باهوش
سد مخزنی باهوش، سدی در حال ساخت از نوع بتنی غلتکی در ۱۰ کیلومتر شرق شهر اهرم در شهرستان تنگستان استان بوشهر است که بر روی رودخانه باهوش قرار دارد. حجم مخزن آن ۱۸٫۵ میلیون مترمکعب و آب قابل تنظیمی در این سد سالانه ۸ میلیون بر مترمکعب پیش‌بینی شده است.

## اهداف ساخت سد
کنترل سیلاب‌های مخرب که در ۴۰ کیلومتری پایین دست سد به خلیج فارس می‌ریزند و تأمین آب مطمئن برای آبیاری نخلستان‌ها، تأمین بخشی از حقابه نخیلات شبکه آبیاری اهرم، کاهش فشار بر سفره‌های آب زیرزمینی منطقه و تثبیت مشاغل حوزه کشاورزی از جمله هدف‌های این طرح است.

## مشخصات سد
سد باهوش تنگستان سدی از نوع بتنی غلتکی به ارتفاع ۳۷ متر، حجم مخزن ۱۸٫۵ میلیون مترمکعب و آب تنظیمی ۸ میلیون متر مکعب است و در حوضه آبریزی به مساحت ۶۲۸ کیلومتر مربع قرار دارد. سد باهوش بر روی رودخانه باهوش احداث می‌شود. رودخانه باهوش (یا اهرم) از ارتفاعات کلمه، فاریاب و خائیز سرچشمه گرفته و با عبور از کنار شهر اهرم به دریا می‌ریزد.

## تأمین اعتبار پروژه
مدیرعامل شرکت آب منطقه‌ای بوشهر عنوان کرد براساس برنامه‌ریزی انجام شده قرار است سد باهوش در مدت ۳۶ ماه با هزینه ۳۵۰ میلیارد تومان اعتبار از محل اعتبارات ملی احداث شود. ساخت این سد از شهریور سال ۱۴۰۱ آغاز شد.

## نگارخانه
.